# Djuptjärnarna (Vilhelmina socken, Lappland)
Djuptjärnarna är en sjö i Vilhelmina kommun i Lappland och ingår i Ångermanälvens huvudavrinningsområde. Sjön har en area på 0,0347 kvadratkilometer och ligger 598,9 meter över havet.

## Delavrinningsområde
Djuptjärnarna ingår i det delavrinningsområde (717907-157185) som SMHI kallar för Ovan Rönnbergsbäcken. Medelhöjden är 522 meter över havet och ytan är 17,68 kvadratkilometer. Räknas de 3 avrinningsområdena uppströms in blir den ackumulerade arean 70,65 kvadratkilometer. Bäskån (Baksjöån) som avvattnar avrinningsområdet har biflödesordning 3, vilket innebär att vattnet flödar genom totalt 3 vattendrag innan det når havet efter 335 kilometer. Avrinningsområdet består mestadels av skog (76 procent) och sankmarker (18 procent). Avrinningsområdet har 0,14 kvadratkilometer vattenytor vilket ger det en sjöprocent på 0,8 procent.